# Schweiz kommuner

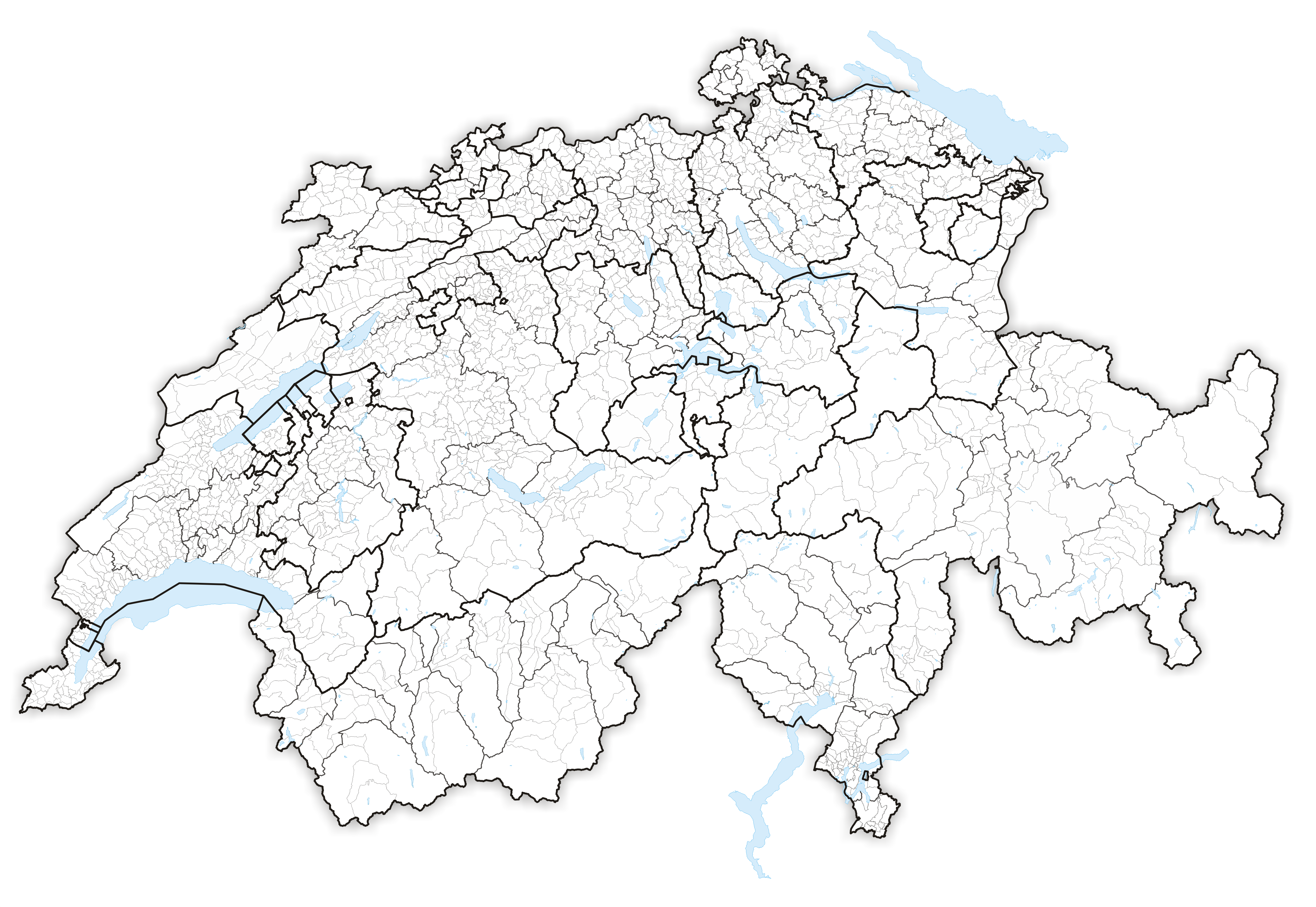
Schweiz invånarkommuner, 1 maj 2022.

Kommunen (tyska: Gemeinde eller kreis, franska: commune politique, italienska: comune, rätoromanska: vischnanca) är den minsta politiska enheten i Schweiz.

## Uppgifter

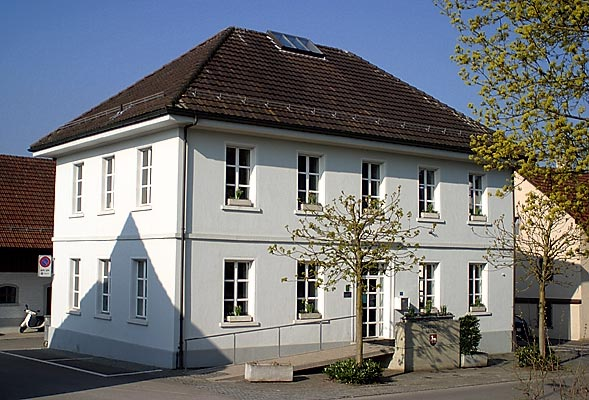
Kommunhuset i Lengnau i kantonen Aargau.

Kommunernas uppgifter regleras såväl i förbundsvida som i kantonala bestämmelser. Allmänt gäller att kommunerna ansvarar för folkbokföring, civilförsvar, för- och grundskola, socialväsende, vägar, energiförsörjning och stadsplanering. Medborgarskap i en kommun är förutsättning för att erhålla schweiziskt medborgarskap.

## Typer av kommuner, organisation
I de flesta kantoner finns två parallella typer av kommuner:
- Invånarkommunen (tyska i de flesta kantoner: Einwohnergemeinde, franska: commune, italienska: comune) liknar en svensk (primär)kommun.
- Medborgarkommunen (tyska ofta Bürgergemeinde eller Korporation, franska: commune bourgeoise, italienska: comune patriziale, rätoromanska: vischnanca burgaisa) är en organisation som förvaltar egendom och ger medborgarskap. Den saknar motsvarighet i Sverige.

I kantonerna Genève, Neuchâtel och Vaud, liksom i enstaka kommuner i andra kantoner är invånarkommun och medborgarkommun sammanlagda.
En schweizisk medborgare som bor i Schweiz är samtidigt del i en invånarkommun, där personen bor, och en medborgarkommun, i vilken vederbörande är medborgare. 
Det kan vara stor skillnad på antalet medlemmar i de två kommuntyperna: Så har Bern 126 000 invånare men knappt 18 000 medborgare. I lantliga områden är det ofta tvärtom. Welschenrohr i kantonen Solothurn har 1 120 invånare, men nära 5 000 medborgare.

## Invånarkommuner
Invånarkommunerna är ansvariga för de flesta kommunala uppgifter. Den 1 maj 2022 fanns 2 145 invånarkommuner i Schweiz. Antalet minskar stadigt genom sammanslagningar. Störst är Zürich med cirka 420 000 invånare. Den minsta kommunen till invånarantalet är Kammersrohr i Solothurn som enbart har 32 invånare.

### Organisation
I större kommuner beslutas budgeten ofta av valda politiker, men i de flesta kommuner beslutar en kommunalstämma där alla röstberättigade får delta.
Andra beslut fattas av ett folkvalt kommunalråd, som också är verkställande organ. Verksamheten finansieras till stor del genom kommunalskatt och kantonala bidrag.

### Rösträtt i invånarkommunerna
Alla myndiga schweiziska medborgare som är bosatta i kommunen har rösträtt och kan även bli valda till politiska uppdrag. I en del kommuner, mest i Romandiet, har utländska medborgare på vissa villkor rösträtt på kommunal nivå.

### Sammanslagningar av invånarkommuner
De senaste åren har flera sammanslagningar av invånarkommuner skett. Skäl som nämns är:
- Svårigheter att finna lämpliga invånare till förtroendeuppdrag[5]
- Osäkerhet beträffande framtida skatter och bidrag
- Förbättrad möjlighet till övergripande stadsplanering

## Medborgarkommuner
Medborgarkommunernas huvudverksamhet är att förvalta fastigheter som ägdes av dåvarande kommuner under det gamla edsförbundet, innan 1798. Dessutom beviljar de medborgarskap. Tidigare var de även ansvariga för socialvård, men den uppgiften har i de flesta fall övergått till invånarkommunerna. Vissa medborgarkommuner driver dock ålderdomshem och förvaltar stiftelser som verkar för kommunens bästa. Den tar i regel inte ut skatt.

### Organisation av medborgarkommunerna
Röst- och valrätt i medborgarkommunerna varierar. I Basels medborgarkommun har endast myndiga kommunmedborgare som bor i Basel röst- och valrätt. I andra fall kan det räcka att vara kommunmedborgare.

### Kommunalt medborgarskap
Kommunalt medborgarskap ärvs i normalfallet från föräldrar till barn. Medborgarorten (tyska: Heimatort, franska: Lieu d'origine, italienska: Luogo d'origine) anges i pass och andra officiella handlingar.

## Mellankommunalt samarbete
Kommunerna är ofta små men har många uppgifter, de samarbetar därför i olika mellankommunala organ (tyska:Zweckverband, Gemeindeverband. fr: coopération intercommunale). Vanliga uppgifter är vattenförsörjning, skolväsende och äldrevård. Ibland drivs även brandförsvar, badanläggningar eller skjutbanor av mellankommunala organ.

## Historia
Under medeltiden behövde bönderna i ett område styra nyttjandet av allmänningar, vägar och annat. Småningom uppstod en kommunal organisation som även skötte fattigvården. Under 16- och 1700-talen skedde en oligarkisering som gav makten till ett fåtal infödda familjer.
I den helvetiska republiken övertogs den offentliga förvaltningen 1798 av invånarkommunerna, där alla män hade rösträtt. De tidigare medborgarkommunerna skildes av och fick behålla sin egendom men ålades att sköta fattigvården.
Under mediations- och restaurations-tiderna, återfick de tidigare maktägande familjerna vissa rättigheter.
Från 1830 återupplivades invånarkommunerna. I många kantoner fick alla män lika rösträtt och en kommunalskatt infördes. En viktig och ibland komplicerad process var att skilja ut de fastigheter och den infrastruktur som skulle tjäna allmänheten - och därmed tillhöra invånarkommunen.
Förbundsförfattningen från 1874 garanterade alla bosatta schweiziska män lika politiska rättigheter på invånarkommunal och kantonal nivå.
Mellankommunalt samarbete har funnits sedan medeltiden, exempelvis för att underhålla passvägar och broar. Den allmänna skolplikten som infördes under 1800-talet framtvingade ett bredare samarbete.